# Affaire du Caroline
L'affaire du Caroline est un incident diplomatique impliquant les États-Unis, le Royaume-Uni et la province du Canada en 1837. Il dure jusqu'en 1842.
Lorsque la rébellion de 1837 dans le Haut-Canada échoue, William Lyon Mackenzie se réfugie sur l'île Navy, sur le Niagara, avec près de 200 partisans. Le Caroline, un navire américain basé à Fort Schlosser (en), dans l'État de New York, est affrété pour ravitailler les rebelles. Le 29 décembre 1837, une force de la milice du Haut-Canada dirigée par le commandant Andrew Drew, repère le navire. Lors d'un assaut, un citoyen Américain est tué. Le navire est alors incendié et chavire au-dessus des chutes.
L'incident entraine des relations très tendues entre le Royaume-Uni et les États-Unis. L'incendie est salué côté canadien et condamné aux États-Unis. En représailles, un groupe de treize américains détruit un bateau à vapeur britannique dans les eaux américaines et les citoyens américains demandent à leur gouvernement de déclarer la guerre à la Grande-Bretagne. La crise diplomatique est désamorcée lors des négociations de plusieurs différends entre les États-Unis et le Royaume-Uni qui conduisent au traité Webster-Ashburton en 1842. L'incident est utilisé pour établir le principe de légitime défense préventive selon lequel elle ne peut être justifiée que dans les cas où « le recours à la force doit être nécessaire parce que la menace est instantanée, écrasante, ne laissant aucun choix de moyens ni aucun moment de délibération ». Cette formulation fait partie du test dit du Caroline.
Elle acquiert une importance juridique internationale substantielle,.

## Contexte
La rébellion du Haut-Canada en Ontario est un mouvement visant à rendre l'administration coloniale britannique au Canada plus démocratique et moins corrompue. William Lyon Mackenzie est l'un des principaux dirigeants de ce mouvement. Il est élu à plusieurs reprises pour siéger dans un parlement hostile. En 1837, Mackenzie a renoncé à une réforme pacifique et commence à se préparer à un soulèvement armé.
En décembre 1837, Mackenzie déclenche la rébellion du Haut-Canada en combattant les troupes gouvernementales lors de la bataille de la taverne Montgomery. Les forces rebelles sont en infériorité numérique et en équipement, et sont vaincues en moins d'une heure. Les alliés de Mackenzie subissent un autre revers majeur quelques jours plus tard à Londres. Après ces défaites, Mackenzie et ses partisans s'enfuient vers l'île Navy, sur la rivière Niagara, où ils déclarent la république du Canada à bord du navire Caroline. Tout au long de ces événements, les rebelles canadiens bénéficient d'un large soutien de la part des citoyens américains, qui leur fournissent des vivres et une base à partir de laquelle lancer des raids contre les autorités britanniques au Canada.

## Incendie duCaroline
Le 29 décembre 1837, le colonel de la milice canadienne Allan MacNab et le capitaine de la Royal Navy Andrew Drew dirigent un groupe composé de miliciens à travers la frontière canado-américaine. La force chasse l'équipage du Caroline, remorque le navire dans les courants de la rivière Niagara et y met le feu avant de laisser le navire partir à la dérive vers les chutes du Niagara. Lors de l'affrontement entre les forces britanniques et l'équipage, qui donne lieu à des coups de feu, un horloger noir américain, Amos Durfee, est accidentellement tué. Alors que la nouvelle de l'incendie se répand, un certain nombre de journaux américains rapportent faussement « la mort de vingt-deux membres de son équipage ». L'opinion publique américaine s'indigne de l'incendie et le président Martin Van Buren s'offusque auprès de la Couronne britannique à propos de cet incident.
Le diplomate britannique Henry Stephen Fox résume la justification britannique de l'incursion dans une lettre de 1841 adressé à John Forsyth : « Le vapeur Caroline était un navire hostile engagé dans un acte de piraterie à l'encontre des sujets de sa Majesté ... dans ces circonstances, qui je l'espère ne se reproduiront pas, le navire a été attaqué, capturé et détruit par des sujets de sa Majesté ».

## Répercussions
La nouvelle de l'incident provoque un tollé dans l'opinion publique aux États-Unis, et de nombreux habitants des villes américaines frontalières du Canada exigent que le gouvernement américain déclare la guerre à la Grande-Bretagne. Au Canada, l'incendie est célébré par la population canadienne et MacNab est fait chevalier. Le député-shérif Alexander McLeod est arrêté aux États-Unis alors qu'il y voyage en 1840 en raison d'allégations sur son rôle dans la mort de Durfee. L'arrestation conduit à un autre incident diplomatique alors que les britanniques exigent sa libération, arguant que McLeod ne peut pas être tenu pénalement responsable du fait qu'il exécutait légalement les ordres de la Couronne. McLeod est jugé et les autorités judiciaires américaines tentent en vain d'identifier qui a tiré sur Durfee. McLeod est acquitté de toutes les accusations. Les déclarations des témoins indiquent clairement qu'il n'est pas impliqué dans l'incident.
En réponse à l'incident, un groupe de treize Américains capturent et incendient le bateau à vapeur marchand britannique Sir Robert Peel alors qu'il se trouve dans les eaux américaines. Van Buren envoie le général Winfield Scott pour empêcher de nouvelles incursions américaines au Canada,.
Jules Verne, dans son roman Famille-Sans-Nom, amplifie l'affaire du Caroline et les rôles des protagonistes (partie 2, chapitre XIII).